# ホンダ四輪販売南九州
株式会社ホンダ四輪販売南九州（英: Honda Yonrin-Hanbai MINAMIKYUSHU.）は、かつて存在した熊本県熊本市中央区に本社を置き、Honda Cars店を展開するホンダ系自動車ディーラー。
2024年4月1日に、ホンダ四輪販売九州北と合併し、ホンダモビリティ九州と社名変更した。

## 概要

### 旧・ホンダ四輪販売南九州
鹿児島県のホンダディーラー、ホンダクリオ鹿児島（メーカー系列会社）とホンダベルノ鹿児島（地場ディーラー）を統合し、鹿児島エリアをHonda cars鹿児島　宮崎県のホンダディーラー、ホンダクリオ宮崎とホンダベルノ宮崎（共にメーカー系列会社）を統合し、宮崎県エリアをHonda Cars宮崎として販売展開する、ホンダメーカー系列の販売会社であった。

### 新・ホンダ四輪販売南九州
2020年4月に旧ホンダ四輪販売南九州は株式会社ホンダカーズ熊本に合併され、本社は熊本市中央区に移転となった。
本社（事業本部）機能は、熊本県エリアのHonda cars熊本出水店が担当、代表者は旧ホンダカーズ熊本の社長だった近藤が就任した。

## 沿革
- 2004年11月1日 - 鹿児島県鹿児島市に設立
- 2020年4月1日 - Honda Cars熊本と旧ホンダ四輪販売南九州が合併、本社を熊本市中央区に移転。
- 2024年4月1日 - ホンダ四輪販売九州北と合併し、社名を「ホンダモビリティ九州」と変更。

## 営業所

### 熊本県エリア
Honda Cars熊本
新車部門
- 出水店（本社） - 熊本市中央区出水7-96-1
- 世安店 - 熊本市中央区世安3-13-14
- 大江店 - 熊本市中央区大江4-3-14
- 上熊本店 - 熊本市西区上熊本2-14-31
- 八王寺店 - 熊本市中央区八王寺町33-53
- 熊本インター店 - 熊本市東区御領8-6-80
- 清水店 - 熊本市北区高平3-41-13
- 北部店 - 熊本市北区四方寄町513
- 山鹿鹿校通店 - 山鹿市鹿校通3-1-1
- 宇土店 - 宇土市三拾町158-1
- 八代南店 - 八代市本野町1958
- 八代インター店 - 八代市上片町1952-1
- 天草店 - 天草市亀場町食場字下友尻989

中古車部門
- U-Select清水 - 熊本市北区高平3-41-13
- U-Select琴平 - 熊本市中央区南熊本5-1-11

### 鹿児島県エリア
Honda Cars鹿児島
新車部門
- 与次郎店（旧本社・事業本部） - 鹿児島市与次郎1-6-25
- 北埠頭店（旧ホンダクリオ鹿児島・住吉店） - 鹿児島市住吉町6-10
- 東郡元店 （旧ホンダベルノ鹿児島・本社）- 鹿児島市東郡元町1-25
- 草牟田中央店（旧ホンダベルノ鹿児島・草牟田店） - 鹿児島市草牟田町5-8
- 隼人中央店（旧ホンダベルノ鹿児島・隼人店） - 霧島市隼人町見次570
- 札元バイパス店（旧ホンダクリオ鹿児島・鹿屋店） - 鹿屋市札元2-3763-5

中古車部門
- U-Select鹿児島（旧ホンダヒスコ鹿児島・本店） - 鹿児島市東郡元町17-28
- U-Select隼人（旧ホンダベルノ鹿児島・国分店） - 霧島市隼人町住吉129

### 宮崎県エリア
Honda Cars宮崎
新車部門
- 大塚西店 - 宮崎市大塚町池の内1165-1
- 都城中央店 - 都城市都北町5771-2
- 花ヶ島中央店 - 宮崎市花ヶ島町新地橋1135
- 延岡浜店 - 延岡市浜町5074-1
- 花ヶ島南店 - 宮崎市花ヶ島町新地橋1134
- 延岡出北店 - 延岡市出北6-3191
- 中村東店 - 宮崎市中村東3-4-69
- 佐土原店 - 宮崎市佐土原町下那珂字永田774-14
- 恒久店 - 宮崎市大字恒久字原出口4478-1

中古車部門
- U-Select花ヶ島 - 宮崎市花ヶ島町柳ノ丸524